# Medaille ter Herinnering aan het Gouden Huwelijk van het Groothertogelijke Paar
De Medaille ter Herinnering aan het Gouden Huwelijk van het Groothertogelijke Paar (Duits: Medaille zur Erinnerung an die Goldene Hochzeit des Großherzöglichen Paares) was een onderscheiding van het groothertogdom Mecklenburg-Strelitz. De medaille werd in 1893 door de regerende groothertog Frederik Willem van Mecklenburg-Strelitz ingesteld ter gelegenheid van het feest waarmee de voor die tijd uitzonderlijk lange echtvereniging van Friedrich Wilhelm en prinses Augusta van Groot-Brittannië en Ierland werd gevierd. Zij waren 50 jaar getrouwd.
Er waren drie herinneringsmedailles die in het zeer standsbewuste Duitsland van die tijd in vijf uitvoeringen werden geslagen.
- De Gouden Medaille, in werkelijkheid van verguld zilver of verguld brons
- De Gouden Medaille voor Vorstelijke Personen (Fürstlichkeiten), deze was van massief goud
- De Zilveren Medaille voor Hofchargen (Hofbeamte)
- De Bronzen Medaille voor het Dienende Personeel (die Dienerschaft)

Op de voorzijde staan de linksgewende koppen van de groothertog en de groothertogin. Prinses Augusta draagt een klein diadeem. Op de keerzijde staat een sierlijk verstrengeld gekroond monogram "FWA" in een lauwerkrans.
Een vergulde zilveren medaille weegt 4,39 gram.
In 1903 volgden de Diamanten Trouwdag en de Medaille ter Herinnering aan het Diamanten Huwelijk van het Groothertogelijke Paar.
De gasten en hofchargen, waaronder de grootofficieren en kamerheren, droegen de medailles aan een twee vingers breed breed lint in de kleuren van de Huisorde van de Wendische Kroon van Mecklenburg-Strelitz (hemelsblauw met biesen) en de kleuren van het lint van de Orde van Sint-Michaël en Sint-George (blauw-rood-blauw) op de linkerborst. De Britse gasten lieten hun medaille opmaken in de hofstijl waarbij het lint onder de medaille werd gevouwen. Het lagere personeel droeg zijn of haar medaille aan het paarsrode met de blauw-gele bies van het Militaire Kruis van Verdienste.